# Josefin Nordlöw
Josefin Nordlöw, född den 9 mars 1982 i Örnsköldsvik, är en svensk kanotist.
Hon tog bland annat VM-brons i K-4 200 meter i samband med sprintvärldsmästerskapen i kanotsport 2006 i Szeged och EM-guld i K-2 1000 meter i Brandenburg 2009.
På Luciapokalen 2006 tog Nordlöw SM-guld i chins.
Nordlöw är stor tjej nummer 150 på Svenska Kanotförbundets lista över stora kanotister. 